# Aleksandr Chodakovskij
Aleksandr Sergeevič Chodakovskij (in russo Александр Сергеевич Ходаковский?; in ucraino Олександр Сергійович Ходаковський?, Oleksandr Serhijovyč Chodakovs'kij; Donec'k, 18 dicembre 1972) è un militare e politico russo nativo dell'Ucraina, ex ufficiale del servizio di sicurezza dell'Ucraina (SBU) e fondatore del Battaglione Vostok.

## Biografia
Nato a Donec'k nell'allora RSS Ucraina il 18 dicembre 1972, Aleksandr Chodakovskij si arruolò diciassettenne nelle forze aviotrasportate sovietiche all'interno della 106ª Divisione aviotrasportata delle guardie e in seguito nel 331º Reggimento di stanza a Kostroma.
Con l'indipendenza dell'Ucraina, si arruolò nelle forze speciali dello SBU diventando in seguito il comandante del Gruppo Alpha dell'oblast' di Donec'k. 
Nel 2014 durante l'euromaidan, Chodakovskij fu schierato insieme alle altre forze dell'ordine contro i dimostranti. Con la cacciata del presidente Viktor Janukovyč, Chodakovskij divenne critico del nuovo governo ucraino e si trasferì a Donec'k dove si unì alle milizie filo-russe del repubblica separatista, fondando il Battaglione Vostok, costituito a partire da attivisti volontari del movimento "Forze patriottiche del Donbass". 
Con la sua unità attaccò nel maggio 2014 l'aeroporto della città di Donec'k senza successo, venendo respinti dall'aviazione ucraina. A giugno il battaglione ha attaccato una postazione ucraina presso Marynovka, subendo vittime pari ad almeno 20 morti. A causa di questi insuccessi Chodakovskij subì forti critiche e il 16 luglio dello stesso anno si dimise dalla carica in seguito a scontri contro Igor' Girkin.
Il 24 luglio 2014, Reuters ha pubblicato un'intervista con Chodakovskij in cui egli ha confermato che i separatisti filo-russi avevano un missile antiaereo BUK dello stesso tipo che il governo statunitense afferma sia stato utilizzato per abbattere il volo MH17 della Malaysia Airlines e che potrebbe essere partito dalla Russia. Lo stesso giorno il primo ministro della repubblica separatista, Aleksandr Borodaj, negò tali informazioni e affermò che le immagini che apparentemente mostrerebbero un BUK in territorio controllato dai ribelli devono essere "false".

### Invasione russa dell'Ucraina
Nel marzo 2023, con il decreto presidenziale di Vladimir Putin, Chodakovskij è stato nominato vice direttore del dipartimento della Guardia nazionale Russa per la Repubblica di Doneck, responsabile delle operazioni delle forze speciali SOBR "Vostok-Donbass" e OMON "Donbass" repubblicane. Nell'agosto dello stesso anno ha affermato che la Russia non sarebbe stata in grado di vincere la guerra militarmente nel breve termine e che le forze russe avrebbero avuto difficoltà a occupare altre città ucraine. Ha concluso che la Russia avrebbe probabilmente dovuto giungere a una "tregua" e che potrebbe entrare in una fase "né di pace né di guerra" con l'Ucraina. Secondo Chodakovskij ciò aiuterebbe la Russia ad esercitare più influenza sull'Ucraina rispetto all'attuale stato di guerra attiva.

## Sanzioni
Dal 2014, l'Unione europea ha emesso sanzioni contro Chodakovskij in quanto responsabile delle attività di sicurezza separatiste del cosiddetto "governo della Repubblica Popolare di Doneck". Nel 2015, anche gli Stati Uniti lo hanno aggiunto alla loro lista di sanzioni.